# Leon Jankielewicz
Leon Jankielewicz (lit. Leonas Jankelevičius; * 3. Januar 1950 in Naujininkai, Rajongemeinde Šalčininkai) ist ein litauischer Politiker polnischer Herkunft.

## Leben
1976 absolvierte er das Diplomstudium an der Veterinärakademie in Moskau und 1983 das Studium an der Parteihochschule der KPdSU in Leningrad. 1968 arbeitete er im Sowchos in Skynimai bei Šalčininkai als Tierarzt. Von 1968 bis 1970 leistete er den Sowjetarmeedienst. Von 1970 bis 1972 arbeitete er in Gudeliai, Jašiūnai, von 1972 bis 1978 in Turgeliai, ab 1978 bei Lietuvos komunistų partija, ab 1988 im Ausführungskomitee in Šalčininkai. Von 1990 bis 1992 war er Deputat im Seimas.